# セレクソール法
セレクソール法（セレクソールほう、英: Selexol）は、石炭、コークス、または重質炭化水素油のガス化により生成される合成ガスなどの供給ガス流から、硫化水素や二酸化炭素などの酸性ガスを分離できる酸性ガス除去溶剤の商品名である。この処理を行うことで、供給ガスは燃焼やそれ以降の処理に適した状態になる。溶剤は、ポリエチレングリコールとジメチルエーテル（Polyethylene Glycol Dimethyl Ether）で構成されている。

## プロセス概要
セレクソールプロセス（現在はハネウェルUOPによりライセンスされている）では、セレクソール溶剤が比較的高圧下、通常300 - 2,000 psi (2.07 - 13.79 MPa) で、供給ガスから酸性ガスを溶解（吸収）する。酸性ガスを含むリッチソルベントは、減圧、または水蒸気蒸留すると、酸性ガスを放出し回収する。セレクソールプロセスは、選択的に作動し、硫化水素と二酸化炭素を別々に回収することができる。これにより、硫化水素は硫黄に変換するクラウスユニットや、硫酸に変換する湿式硫酸製造プロセスユニットのいずれかに送られることが可能である。同時に、二酸化炭素は炭素隔離や、増進回収法に利用される。セレクソールプロセスは、冷却したメタノールを溶剤として使用するレクチゾール法に似ている。溶剤は、ポリエチレングリコールとジメチルエーテルの混合物である。
セレクソールは、酸性ガスとの化学反応に依存するアミン系酸性ガス除去溶剤とは異なり、物理的な溶剤である。化学反応が関与しないため、セレクソールは通常、アミン系プロセスよりもエネルギー消費が少ない。ただし、供給ガスの圧力が約300 psi (2.07 MPa) 未満の場合、セレクソール溶剤の吸収能力（溶剤一体積あたりの酸性ガス吸収量）が低下するので、そのような状況ではアミン系プロセスの方がより優れる。